# Haut-shérif du West Glamorgan
Le haut-shérif du West Glamorgan (High Sheriff of West Glamorgan en anglais) ou le haut-shérif de Gorllewin Morgannwg (Uchel Siryf Gorllewin Morgannwg en gallois) est le représentant judiciaire de la monarchie britannique dans le comté du West Glamorgan.
La fonction est pour la première fois exercée par Alan Burnyeat Turnbull, nommé le 26 mars 1974 pour l’année 1974-1975. Melanie Jane James est le haut-shérif du West Glamorgan pour l’année 2024-2025 à la suite de sa nomination le 14 mars 2024.

## Histoire
Au sens du Local Government Act 1888, les shrievalties sont définies à partir des comtés administratifs créés à partir du 1er avril 1889 en Angleterre et au pays de Galles. Cependant, au pays de Galles, celles-ci sont modifiées au 1er avril 1974 d’après la disposition 219 du Local Government Act 1972,.
Une nouvelle shrievalty couvrant le comté du West Glamorgan est ainsi érigée à partir de celle du Glamorgan (comprenant le borough de comté de Swansea), de façon partielle. Alors que la fonction de shérif du Glamorgan (en) est abolie le 31 mars 1974, celle de haut-shérif du West Glamorgan est instituée au 1er avril 1974.
Le Local Government (Wales) Act 1994 abolit les comtés créés au pays de Galles par la loi de 1972 au 31 mars 1996. Toutefois, ceux-ci conservent un rôle cérémoniel limité en tant que comtés préservés, notamment dans le cadre des shrievalties. Ainsi, le comté préservé du West Glamorgan reste opérationnel dans de nouvelles limites territoriales, qui sont les mêmes que celles décrites par la loi en 1972.

## Liste des haut-shérifs
| Identité                          | Nomination   | Souverain    | Année     |
| --------------------------------- | ------------ | ------------ | --------- |
| Alan Burnyeat Turnbull            | 26 mars 1974 | Élisabeth II | 1974-1975 |
| Claud Gerald Bellingham           | 18 mars 1975 | Élisabeth II | 1975-1976 |
| Martin Thomas                     | 17 mars 1976 | Élisabeth II | 1976-1977 |
| Robert Cameron Hastie (en)        | 9 mars 1977  | Élisabeth II | 1977-1978 |
| Donald Humphrey Davies            | 21 mars 1978 | Élisabeth II | 1978-1979 |
| Keith Cyril Austin Bailey         | 14 mars 1979 | Élisabeth II | 1979-1980 |
| Michael Rowland Godfrey Llewellyn | 19 mars 1980 | Élisabeth II | 1980-1981 |
| Alexander Herbert Lindsey Eccles  | 18 mars 1981 | Élisabeth II | 1981-1982 |
| Arthur Gordon Chilcott            | 10 mars 1982 | Élisabeth II | 1982-1983 |
| David Hunter Andrews              | 16 mars 1983 | Élisabeth II | 1983-1984 |
| Brian Brendan Hickey              | 14 mars 1984 | Élisabeth II | 1984-1985 |
| Edward Gwynne Thomas              | 20 mars 1985 | Élisabeth II | 1985-1986 |
| Eden Martin Hughes Evans          | 26 mars 1986 | Élisabeth II | 1986-1987 |
| Philip Richard Vernon Watkins     | 18 mars 1987 | Élisabeth II | 1987-1988 |
| Stuart Poole Jenkins              | 23 mars 1988 | Élisabeth II | 1988-1989 |
| Brian Kay Davison                 | 15 mars 1989 | Élisabeth II | 1989-1990 |
| John Brian Dickinson Simpson      | 14 mars 1990 | Élisabeth II | 1990-1991 |
| Edward Morgan Roberts             | 20 mars 1991 | Élisabeth II | 1991-1992 |
| William Isaac James               | 16 mars 1992 | Élisabeth II | 1992-1993 |
| Alan Charles Frederick Aylesbury  | 10 mars 1993 | Élisabeth II | 1993-1994 |
| Colin Reginald Rees               | 15 mars 1994 | Élisabeth II | 1994-1995 |
| John Duart Willard Maclean        | 15 mars 1995 | Élisabeth II | 1995-1996 |
| Robert Lewis                      | 13 mars 1996 | Élisabeth II | 1996-1997 |
| Paul Jeremy Hodges                | 19 mars 1997 | Élisabeth II | 1997-1998 |
| Robert Hugh Lloyd-Griffiths       | 18 mars 1998 | Élisabeth II | 1998-1999 |
| Henry Alfred Steane               | 10 mars 1999 | Élisabeth II | 1999-2000 |
| Rosalyn Joy Harris                | 15 mars 2000 | Élisabeth II | 2000-2001 |
| David Peter Lloyd Davies          | 14 mars 2001 | Élisabeth II | 2001-2002 |
| Royston Phelps                    | 26 mars 2002 | Élisabeth II | 2002-2003 |
| Jane Elizabeth Clayton            | 20 mars 2003 | Élisabeth II | 2003-2004 |
| David Byron Lewis                 | 10 mars 2004 | Élisabeth II | 2004-2005 |
| Eleanor Mair Williams             | 22 mars 2005 | Élisabeth II | 2005-2006 |
| Philip Llewellyn Hunkin           | 8 mars 2006  | Élisabeth II | 2006-2007 |
| Martin Andrew Trainer             | 6 mars 2007  | Élisabeth II | 2007-2008 |
| Pamela Edith Spender              | 12 mars 2008 | Élisabeth II | 2008-2009 |
| Ronald Bryn John                  | 18 mars 2009 | Élisabeth II | 2009-2010 |
| Rowland William Parry Jones       | 17 mars 2010 | Élisabeth II | 2010-2011 |
| Susan Mary Waller Thomas          | 16 mars 2011 | Élisabeth II | 2011-2012 |
| William Thomas Hopkins            | 14 mars 2012 | Élisabeth II | 2012-2013 |
| Gaynor Marie Richards             | 13 mars 2013 | Élisabeth II | 2013-2014 |
| Martyn Spencer Jenkins            | 5 mars 2014  | Élisabeth II | 2014-2015 |
| Robert Michael Redfern            | 19 mars 2015 | Élisabeth II | 2015-2016 |
| Donna May Mead                    | 15 mars 2016 | Élisabeth II | 2016-2017 |
| Roberta Louise Fleet              | 8 mars 2017  | Élisabeth II | 2017-2018 |
| Henry Michael Gilbert             | 14 mars 2018 | Élisabeth II | 2018-2019 |
| Sally Ruth Goldstone              | 13 mars 2019 | Élisabeth II | 2019-2020 |
| Debra Elizabeth Evans-Williams    | 11 mars 2020 | Élisabeth II | 2020-2021 |
| Joanna Lewis Jenkins              | 10 mars 2021 | Élisabeth II | 2021-2022 |
| Stephen Hugh Rogers               | 16 mars 2022 | Élisabeth II | 2022      |
| Stephen Hugh Rogers               | 16 mars 2022 | Charles III  | 2022-2023 |
| Alan Brayley                      | 8 mars 2023  | Charles III  | 2023-2024 |
| Melanie Jane James                | 13 mars 2024 | Charles III  | 2024-2025 |